# Daniel Stabrawa
Daniel Stabrawa   (Cracòvia, 23 d'agost de 1955) és violinista i director d'orquestra polonès.

## Biografia
Daniel Stabrawa va començar a tocar el violí als set anys i va estudiar tocant el violí a l'Acadèmia de Música de Cracòvia amb Zbigniew Szlezer. El 1979 es va convertir en concertista de l'Orquestra Simfònica de la Ràdio Polonesa a Cracòvia. El 1983 es va unir als primers violins de la Filharmònica de Berlín. El 1985 va fundar el reconegut internacional Philharmonia Quartet Berlin juntament amb tres col·legues de la Filharmònica de Berlín.
El 1986 es va convertir en un dels tres primers concertinos de la Filharmònica de Berlín com a successor de Michel Schwalbé sota la direcció del director Herbert von Karajan. Del 1986 al 2000 va ensenyar a l'Orquestra Acadèmia de la Filharmònica de Berlín.
Des de 1994 Daniel Stabrawa també fa de director d'orquestra. Va treballar juntament amb artistes de renom internacional com Nigel Kennedy i Albrecht Mayer.
Daniel Stabrawa està casat amb la pianista de concert Elżbieta Stabrawa. La seva filla Maria Stabrawa és també violinista internacional. El 2008 va fundar juntament amb ella i diversos músics de corda el Stabrawa Ensemble Berlin.

## Discografia (selecció)
Tots els enregistraments de quartet al segell Thorofon
- Antonio Vivaldi: The Vivaldi Album Vol 1, Nigel Kennedy i Daniel Stabrawa (violí) EMI 5576482 (2004)
- Antonio Vivaldi: The Vivaldi Album Vol 2, Nigel Kennedy i Daniel Stabrawa (violí) EMI 5578592 (2004)
- Concerts d'oboè romàntic al segle XX, Albrecht Mayer (oboe), Capella Bydgostiensis, dirigit per Daniel Stabrawa, Cavalli Records CCD 408 (2003)
- Johann Sebastian Bach: Concert per a dos violins en re menor, BWV 1043, Berlin Philharmonic Orchestra, Nigel Kennedy i Daniel Stabrawa (violí), EMI 57 091 (2000)